# Винченцо Вукович
Винченцо Вукович (на сръбски: Вићенцо Вуковић; на латински: Vincenzo della Vecchia) е венециански издател и печатар от сръбски произход.
Той е син на Божидар Вукович, който в края на XV век се установява във Венеция, бягайки от превзетата от османците Подгорица, и основава успешна печатница и издателство. След смъртта на баща си през 1539 година Винченцо дълго време преиздава негови успешни публикации, сред които е „Житие на света Петка Българска“ - през 1547 г. палеотип и още един път през 1560 г. През 1566 г. книжовникът Яков Крайков отпечатва при Вукович своя „Часослов“, а през 1571 година Яков Крайков отново наема неговата печатна машина.
Виченцо Вукович се представя за потомък на Константин Велики и претендира за титлата „деспот на Сърбия“ (Servie Despot). Има дъщеря с името Юстина, която се интегрира във венецианската градска аристокрация.